# Fuerte de Ramkot
El Fuerte de Ramkot es un antiguo fuerte situado en Azad Kashmir, Pakistán junto a la represa de Mangla. Es accesible a través de barco y está a 13 kilómetros de Dina, a 79 kilómetros de viaje por carretera desde mirpur (Azad Kashmir) al pueblo Dadyal, y a 30 minutos a pie de dadyal.
Situado en la cima de una colina, en fuerte de Ramkot está construido sobre el emplazamiento de un antiguo templo hindú dedicado a Shiva. Tres lados de esta colina están rodeados por el río Jhelum. Durante las excavaciones se han descubierto reliquias cerca de uno de los templos. 